# 何淳宽
何淳宽（1977年—），中华人民共和国政治人物，湖南道县人，出生地广西桂林。

## 简历
2001年，何淳宽毕业于中国科学技术大学信息管理与决策科学系信息管理与信息系统专业。2001年8月，宁夏海原县西安乡中学支教。2002年4月加入中国共产党。2019年3月开始担任中国科学技术大学党委副书记，2020年11月25日卸任。2020年12月，何淳宽出任安徽省省委组织部副部长。
2021年5月任中共宣城市委副书记。2021年6月，成为市长，时任安徽省辖市最年轻市长。
2024年10月，任宣城市委书记。